# Jukka Erätuli
 Jukka Erätuli (* 11. Februar 1980 in Espoo) ist ein ehemaliger finnischer Freestyle-Snowboarder und war einer der dominierenden Athleten in der Disziplin Big Air in der ersten Hälfte der 2000er-Jahre.

## Karriere
Zunächst konzentrierte sich Erätuli auf die Halfpipe. In dieser Disziplin erreichte er den vierten Rang bei den FIS-Juniorenweltmeisterschaften 1997 in Lizzano in Belvedere und wurde 1999 finnischer Meister. Nachdem er am 18. November 2000 in Tignes im Snowboard-Weltcup debütiert hatte, sprang er am 11. Dezember 2001 in Whistler erstmals in der verwandten Disziplin Big Air und konnte sich gleich den Sieg sichern. Im Laufe der folgenden Jahre gewann er zweimal die entsprechende Weltcupwertung; insgesamt gelangen ihm sieben Weltcupsiege im Big Air – ein Wert, den bislang nur der Österreicher Stefan Gimpl überbot.
Weniger erfolgreich verliefen Erätulis Teilnahmen an den FIS-Snowboard-Weltmeisterschaften. Sowohl 2003 in Kreischberg als auch 2005 in Whistler belegte er auf der Halfpipe nur den unglücklichen vierten Rang.

## Weltcupsiege
| Nr. | Tag               | Ort      | Disziplin |
| --- | ----------------- | -------- | --------- |
| 1.  | 11. Dezember 2001 | Whistler | Big Air   |
| 2.  | 2. März 2002      | Sapporo  | Big Air   |
| 3.  | 3. Januar 2003    | Salzburg | Big Air   |
| 4.  | 1. Februar 2003   | München  | Big Air   |
| 5.  | 15. März 2003     | Arosa    | Big Air   |
| 6.  | 13. März 2004     | Turin    | Big Air   |
| 7.  | 9. Januar 2005    | Moskau   | Big Air   |